# Ràdio Klara
Ràdio Klara es una emisora de radio comunitaria adherida a la Red de Medios Comunitarios (ReMC) que emite en Valencia, España, en el 104.4 de la Frecuencia Modulada, desde el año 1982. 

## Andadura
Comenzó a emitir el 26 de marzo de 1982, en la 102,7 de la Frecuencia modulada, convirtiéndose en la primera radio libre que emitía en Valencia y la segunda que emitía en todo el territorio de España. Fue creada por un pequeño grupo de amigos que militaban o estaban cercanos al movimiento anarcosindicalista. La idea que anima su funcionamiento es convertir la radio en un medio de lucha política.   
Inicialmente emitía solo de lunes a viernes y de 21:00 a 24:00, aunque las emisiones se fueron ampliando a medida que se incorporaban nuevas personas y organizaciones a la emisora. Hoy en día emite los siete días de la semana y las 24 horas del día. Su emisión también se realiza a través de Internet. Sus programas se encuentran disponibles para descarga en distintas páginas web a las que se puede acceder desde la web de la emisora, en la que también se pueden leer artículos de opinión de distintos columnistas.   
En la primera etapa de su andadura fue cerrada varias veces por el gobernador civil de la zona, que requisó sus equipos para evitar que siguiese emitiendo. Estos cierres no tuvieron efectividad, pues aumentaron la popularidad y el apoyo social que tenía la emisora. Finalmente fue concedida una licencia de emisión en el 104.4 de la frecuencia modulada.

## Programas de la emisora
Entre los programas que han tenido su espacio para emitir en radio Klara podemos citar: Noticiario mmderno, Malahierba, Delirios en el frenopático, El loro por la cara, Noticiario Ecologista, Noticiario Klaro, La Jeta de Pericles, Hasta que la sordera nos separe, La Pinteta Rebel, Fanzine Magazine, La bandurria eléctrica, Mirándonos el ombligo, Tres en un zapato, Cementerio putrefacto, Ardor de estómago, Los Hijos de su Padre, El Margen o Esperanto por radio un programa en esperanto realizado por el Grupo Esperanto de Valencia.  
En la programación actual permanecen programas de la primera época, como Klartelera,  
La poesía es un arma cargada de futuro, La descubierta, Comentarios y música o Cinema film obert
, junto a otros de incorporación más reciente como Lliure directe, que ocupa las mañanas, o La visión del día, El club de amigos del crimen
, Mondo lirondo, La vereda, Café con vistas, Bandas Sonoras, Radiociencia, etc. Junto a estos programas de producción propia también se establece comunicación con otras emisoras de radio libres y se emiten programas de producción ajena como los elaborados por Democracy Now.